# Alain Senderens
Alain Senderens (Hyères, Provenza-Alpes-Costa Azul; 2 de diciembre de 1939-Corrèze, Nueva Aquitania; 26 de junio de 2017) fue un prominente chef francés y practicante de la Nouvelle cuisine. Le Figaro le acreditó como el inventor del maridaje entre el vino y la comida.

## Biografía
Senderens nació en Hyères, Var, Francia. En 1968, abrió L'Archestrate en París, que operó hasta 1985. En 1978, el restaurante ganó tres estrellas Michelin. Fue chef en el restaurante Lucas Carton desde 1985 hasta 2005, cuando se hizo con el restaurante y lo rebautizó con el nombre Alain Senderens. Es famoso por haber devuelto sus tres estrellas Michelin después de que el restaurante fuera relanzado, aduciendo que no podía cobrar un precio asequible para las comidas, manteniendo los estándares que Michelin requiere. Como resultado, Senderens declaró que el cliente paga una tercera parte de los precios antiguos, vuelve más a menudo, generando casi cuatro veces más beneficios que antes. Senderens vendió el establecimiento a Alain Passard, actualmente conocido como el restaurante Arpége.
Senderens murió en su casa en Corrèze el 26 de junio de 2017.